# Jan Petr Goëss
Jan Petr hrabě Goëss (označovaný též jako Jan Petr I.) (Johann Peter I. Graf von Goëss) (23. března 1667, Wambeek, Belgie – 13. března 1716, Klagenfurt) byl rakouský diplomat a politik. Od mládí působil v diplomatických službách císaře Leopolda I. a již v roce 1693 získal titul hraběte. Vynikl během války o španělské dědictví, kdy byl vyslancem v Holandsku a guvernérem v Belgii. Závěr života strávil jako zemský hejtman v Korutansku, kde vlastnil statky.

## Životopis

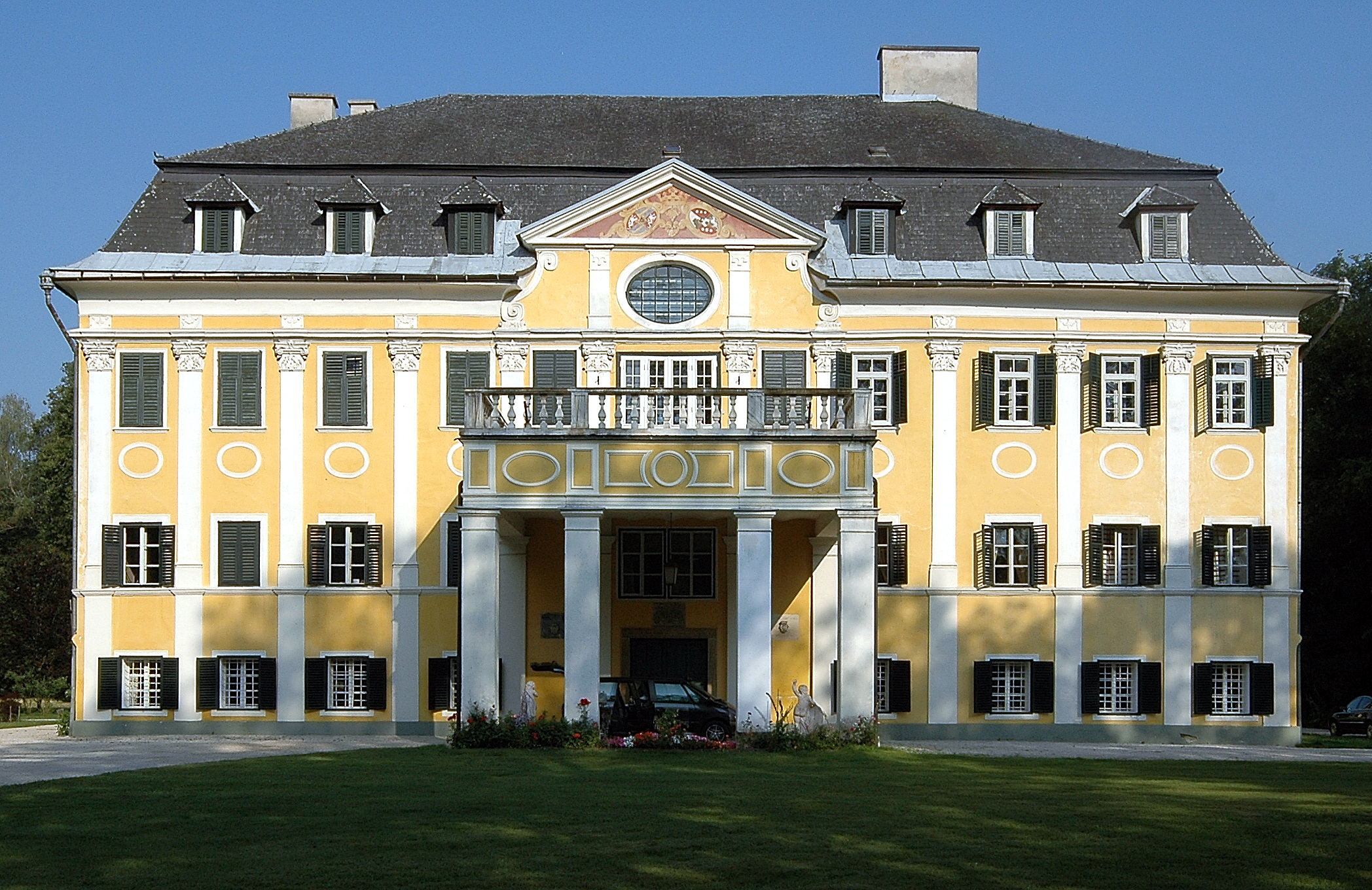
Zámek Ebenthal v Korutanech, hlavní rodové sídlo

Pocházel z belgické rodiny de Gheeteren, po matce Elisabeth byl synovcem diplomata a kardinála Jana Goësse (1612–1696). Strýcovou adopcí přijal jméno Goëss a od roku 1672 také užíval titul svobodného pána. Již v devatenácti letech byl jmenován říšským dvorním radou (členem říšské dvorní rady se stal 15. ledna 1686 zároveň s dvěma významnými představiteli české šlechty Heřmanem Jakubem Černínem a Norbertem Libštejnským z Kolovrat). V roce 1692 vedl zvláštní diplomatickou misi do Vatikánu a o rok později byl povýšen do hraběcího stavu. Později vedl diplomatická poselství ke světským i duchovním knížatům Svaté říše římské, mimo jiné pobýval v Trevíru. V letech 1698–1707 byl císařským vyslancem v Haagu,v letech 1705–1707 byl zároveň guvernérem v okupované Belgii. Později se uplatnil jako diplomat v závěru války o španělské dědictví, kdy byl zplnomocněncem na mírovém kongresu v Rastattu (1714), při této příležitosti pobýval také ve Francii. Mezitím se usadil v Korutansku, kde zdědil statky po strýci (Ebenthal) a rodový majetek rozšiřoval dalšími nákupy (Moosburg, Ratzenegg). V letech 1712–1716 byl zemským hejtmanem v Korutanech, byl také císařským komořím a tajným radou.
Krátce po povýšení do hraběcího stavu se v roce 1693 oženil s hraběnkou Marií Annou Apolonií Sinzendorfovou (1672–1709), dcerou císařského diplomata a říšského dvorního rady Rudolfa Sinzendorfa (1636–1677). Její starší bratr Rudolf Zikmund Sinzendorf (1670–1747) byl dlouholetým císařským nejvyšším hofmistrem. Pokračovatelem rodu byl jediný syn Jan Antonín Goëss (1694–1764), který byl v letech 1734–1759 zemským hejtmanem v Korutansku.